# Batalla de Cartago (238)
La batalla de Cartago tuvo lugar en el 12 de abril del año 238, entre las tropas romanas leales a Maximino el Tracio y las fuerzas de los emperadores Gordiano I y Gordiano II (padre e hijo).

## Antecedentes
Ambos Gordianos fueron elegidos y apoyados por el Senado, y su asentamiento estaba en la provincia de África. Los terratenientes estaban insatisfechos por los impuestos excesivos, y se rebelaron contra Maximino el Tracio, asesinando al procurador romano en Thysdrus, y reclamando a Gordiano y Gordiano II.
Capeliano, gobernador de Numidia, era enemigo de los Gordianos, por motivos personales, y mandaba la única legión que había en la provincia, la Legio III Augusta. Nada más ser elegido emperador, Gordiano I ordenó reemplazar a Capeliano, lo cual llevó al enfrentamiento.

## La batalla
Ambos ejércitos se encontraron cerca de Cartago. Gordiano II dirigió personalmente a todo su ejército, formado por combatientes sin entrenamiento militar, por lo que fue derrotado y murió en el transcurso del combate. Cuando Gordiano I se enteró de la muerte de su hijo se suicidó.

## Consecuencias
Con la muerte de los dos Gordianos, el Senado se vio obligado a elegir dos nuevos emperadores, Pupieno y Balbino, que no eran populares, por lo que decidió sustituirlos por Gordiano III, un muchacho de trece años.